# Olbontjärnen
Olbontjärnen är en sjö i Storumans kommun i Lappland och ingår i Umeälvens huvudavrinningsområde. Sjön har en area på 0,0702 kvadratkilometer och ligger 641 meter över havet.

## Delavrinningsområde
Olbontjärnen ingår i det delavrinningsområde (723447-156708) som SMHI kallar för Inloppet i Stor-Svärtträsket. Medelhöjden är 487 meter över havet och ytan är 29,39 kvadratkilometer. Det finns ett avrinningsområde uppströms, och räknas det in blir den ackumulerade arean 54,65 kvadratkilometer. Gunnarbäcken (Storbäcken) som avvattnar avrinningsområdet har biflödesordning 3, vilket innebär att vattnet flödar genom totalt 3 vattendrag innan det når havet efter 256 kilometer. Avrinningsområdet består mestadels av skog (82 procent). Avrinningsområdet har 1,52 kvadratkilometer vattenytor vilket ger det en sjöprocent på 5,2 procent.